# Leibnitzia knorringiana
Leibnitzia knorringiana là một loài thực vật có hoa trong họ Cúc. Loài này được (B.Fedtsch.) Pobed. mô tả khoa học đầu tiên năm 1963.